# Cerkiew Opieki Matki Bożej w Varadce
Cerkiew pod wezwaniem Opieki Matki Bożej – prawosławna cerkiew parafialna w Varadce. Należy do archidekanatu dla powiatu Bardejów, w eparchii preszowskiej Kościoła Prawosławnego Czech i Słowacji.
Cerkiew została wzniesiona w 1924. Do 1950 była to świątynia greckokatolicka.

## Architektura i wyposażenie
Budowla drewniana, o konstrukcji zrębowej, orientowana, salowa, zamknięta od wschodu trójbocznie. Od frontu wieża konstrukcji słupowo-ramowej, zwieńczona ślepą latarnią z blaszanym baniastym hełmem. Wieża o pionowych ścianach, podzielona daszkami na trzy kondygnacje. Wewnątrz wieży znajduje się drewniana kołatka (zastępująca dzwon). Dach cerkwi blaszany, jednokalenicowy, z dwiema wieżyczkami zwieńczonymi baniastymi hełmami. 
We wnętrzu strop w formie pozornego sklepienia kolebkowego. Bez polichromii. Wyposażenie pochodzi z okresu budowy cerkwi i z lat 60. XX w. Kompletny ikonostas z 1968 mieści cztery ikony namiestne z lat 20. XX w. W prezbiterium ołtarz główny nakryty obszernym baldachimem, ikoną Pokrow malowaną na płótnie.

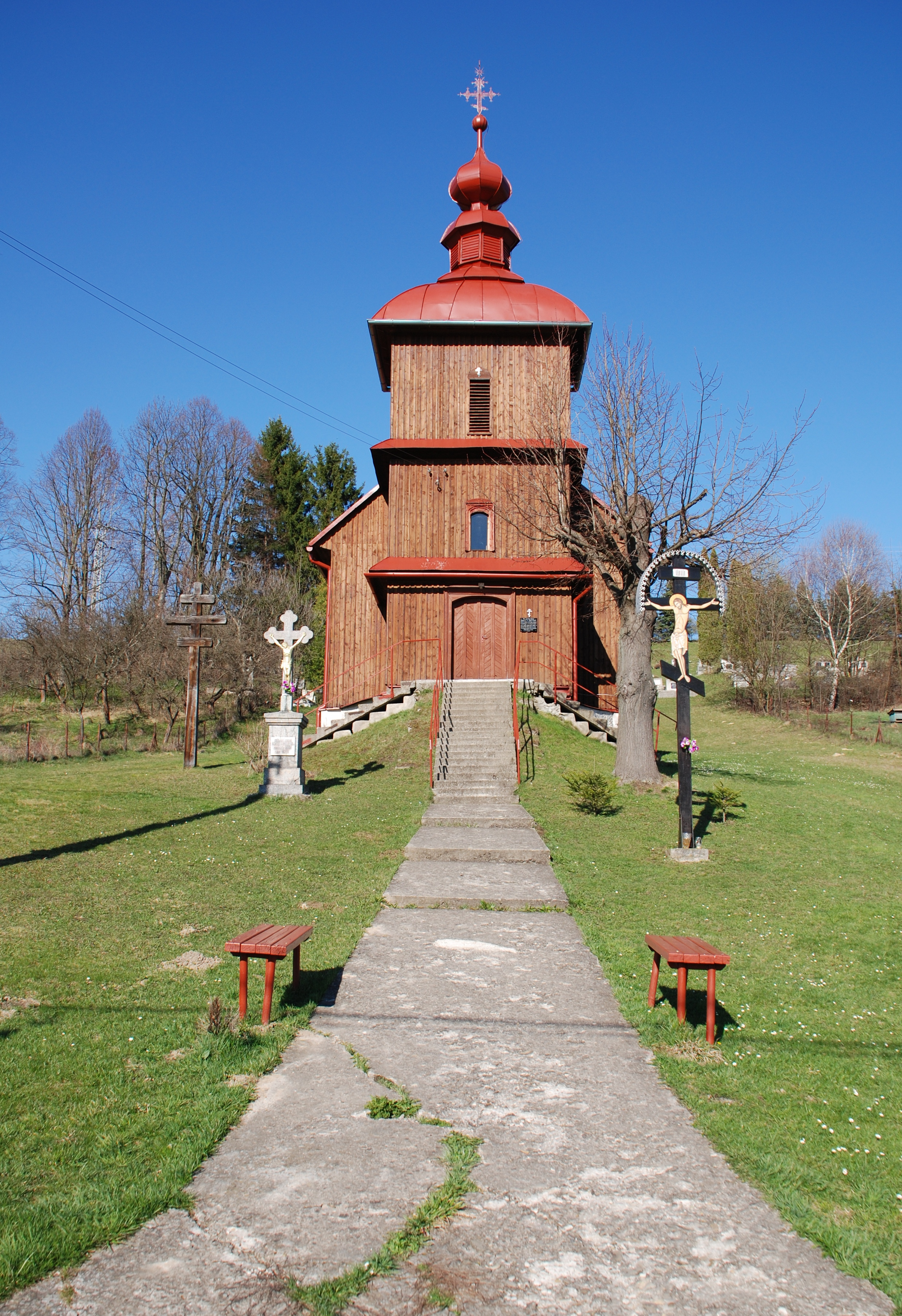
Widok od strony południowej
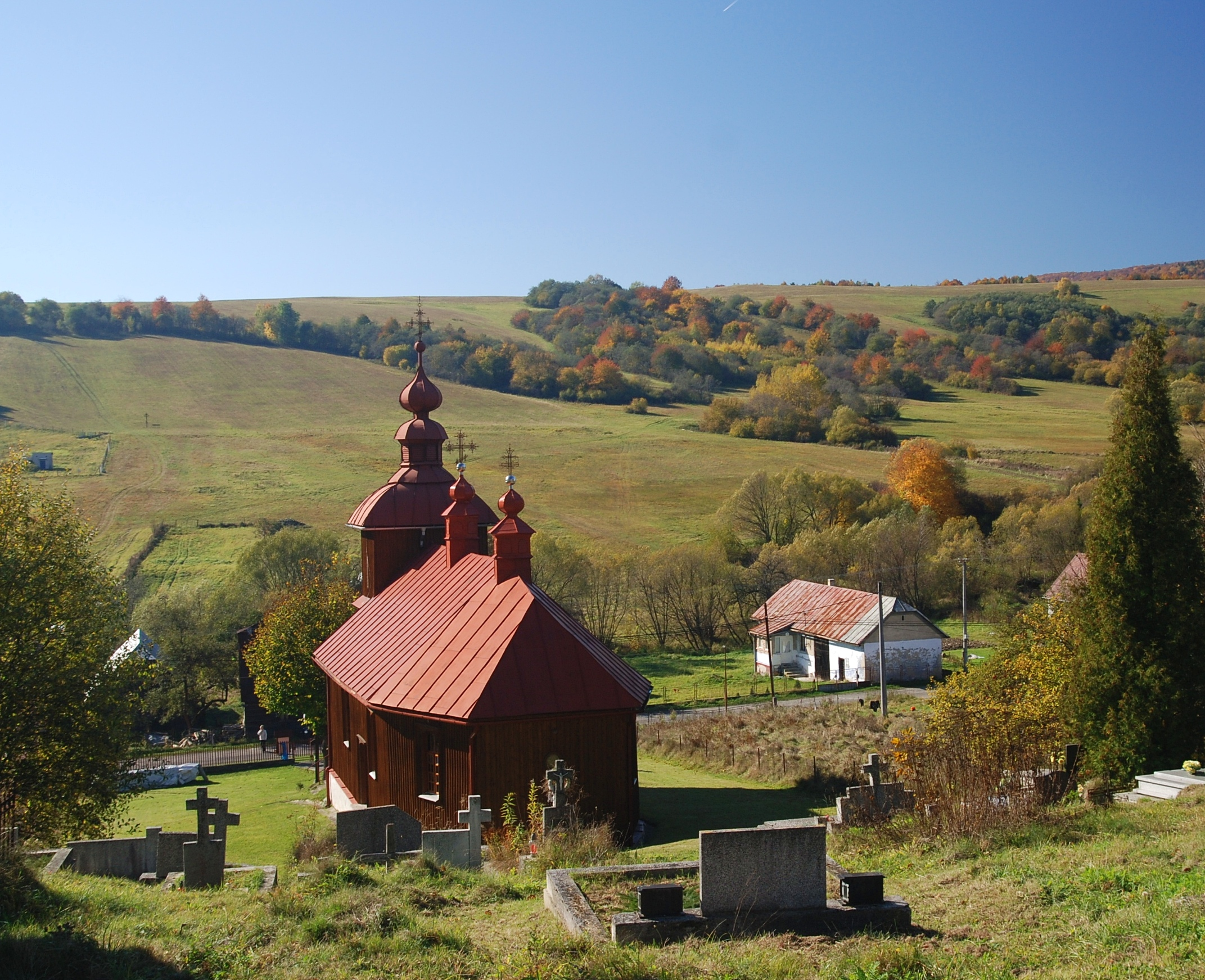
Widok od strony północnej
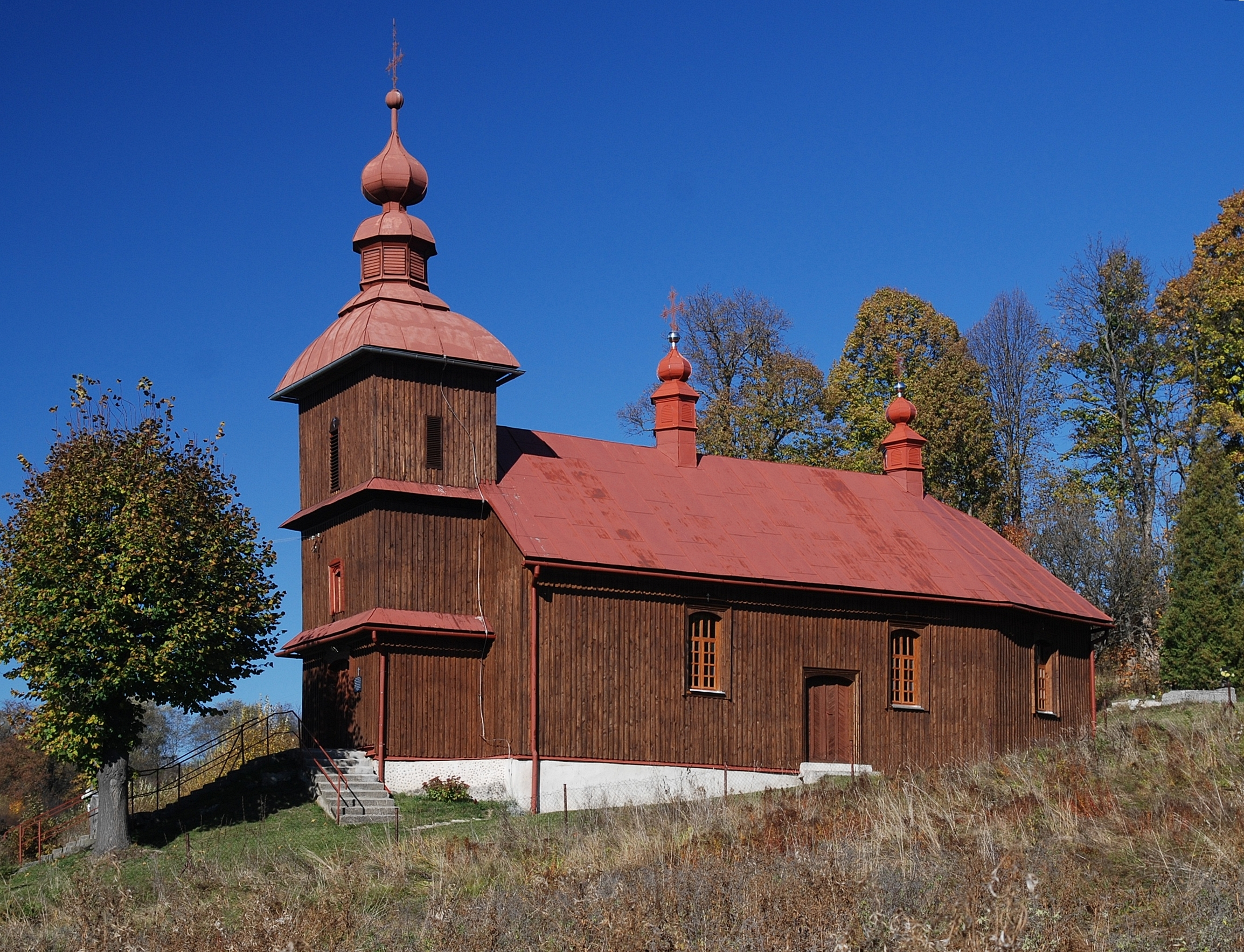
Widok od strony wschodniej